# Musikåret 1863

## Händelser
- 30 september – Georges Bizets opera Pärlfiskarna har premiär vid Théâtre Lyrique i Paris[1].
- 4 november – Hector Berlioz opera Trojanerna har premiär vid Théâtre Lyrique i Paris.

## Födda
- 19 februari – Emánuel Moór (död 1931), ungersk tonsättare.
- 20 mars – Ernesto Nazareth (död 1934), brasiliansk tonsättare och pianist.
- 21 mars – Hugo Kaun (död 1932), tysk tonsättare.
- 19 april (även 17 april uppges) – Feliks Blumenfeld (död 1931), rysk tonsättare och pianist.
- 10 maj – Upendrakishore Ray, Bengali (död 1915), indisk (bengalisk) författare, konstnär, violinist och tonsättare.
- 12 maj – Charles Bordes (död 1909), fransk tonsättare.
- 18 maj – Herman Palm (död 1942), svensk präst, redaktör och tonsättare.
- 2 juni – Felix von Weingartner (död 1942), österrikisk tonsättare och dirigent.
- 5 juni – Arthur Somervell (död 1937) brittisk tonsättare.
- 16 juni – Paul Vidal (död 1931), fransk tonsättare.
- 15 september – Horatio William Parker (död 1919), amerikansk tonsättare.
- 29 september – Lennart Lundberg (död 1931), svensk pianist, tonsättare och pianopedagog.
- 1 november – Alfred Reisenauer (död 1907), tysk tonsättare.
- 7 december – Pietro Mascagni (död 1945), italiensk tonsättare.

## Avlidna
- 25 februari – Laure Cinti-Damoreau, 62, fransk sopran.
- 4 juni – Sven Zanders, 72, svensk organist och musikpedagog.
- 7 juni – Franz Gruber, 75, skaparen av "Stilla natt".
- 5 augusti – Adolf Friedrich Hesse, 53, tysk organist och tonsättare.
- 19 oktober – Mathilda d'Orozco, 67, svensk tonsättare av spanskt ursprung.